# Nasu Sukeharu
Nasu Sukeharu (那須資晴?; 1556 – 1609) è stato un samurai giapponese del clan Nasu durante il periodo Sengoku.
Sukeharu era figlio di e successore di Nasu Suketane. Ereditò una rivalità con i vicini clan Utsunomiya e Satake mentre sconfisse la famiglia locale Senbon. Fu stabilito nel feudo da 20.000 koku di Fukuwara (provincia di Shimotsuke) da Toyotomi Hideyoshi e successivamente sostenne Tokugawa Ieyasu durante la campagna di Sekigahara (1600).